# Harpagocythere
Harpagocythere är ett släkte av kräftdjur. Harpagocythere ingår i familjen Entocytheridae.
Kladogram enligt Catalogue of Life:
| Harpagocythere | \| \| Harpagocythere baileyi \| \| \| \| \| \| Harpagocythere georgiae \| \| \| \| \| \| Harpagocythere tertius \| \| \| \| |
|                | \| \| Harpagocythere baileyi \| \| \| \| \| \| Harpagocythere georgiae \| \| \| \| \| \| Harpagocythere tertius \| \| \| \| |
|                | Ankylocythere |
|                | |
|                | Ascetocythere |
|                | |
|                | Cymocythere |
|                | |
|                | Dactylocythere |
|                | |
|                | Donnaldsoncythere |
|                | |
|                | Entocythere |
|                | |
|                | Geocythere |
|                | |
|                | Hartocythere |
|                | |
|                | Hobbsiella |
|                | |
|                | Laccocythere |
|                | |
|                | Litocythere |
|                | |
|                | Lordocythere |
|                | |
|                | Okriocythere |
|                | |
|                | Ornithocythere |
|                | |
|                | Phymocythere |
|                | |
|                | Plectocythere |
|                | |
|                | Psittocythere |
|                | |
|                | Rhadinocythere |
|                | |
|                | Sagittocythere |
|                | |
|                | Saurocythere |
|                | |
|                | Thermastrocythere |
|                | |
|                | Uncinocythere |
|                | |
|                | Waltoncythere |
|                | |
|                | Harpagocythere baileyi |
|                | |
|                | Harpagocythere georgiae |
|                | |
|                | Harpagocythere tertius |
|                | |

|  | Harpagocythere baileyi  |
|  |                         |
|  | Harpagocythere georgiae |
|  |                         |
|  | Harpagocythere tertius  |
|  |                         |